# فهرست کشورها بر پایه جمعیت سال ۱ میلادی
این مقاله فهرستی از کشورها بر پایهٔ جمعیتشان در سال ۱ میلادی است. برآوردها از ابتدای سال‌اند.

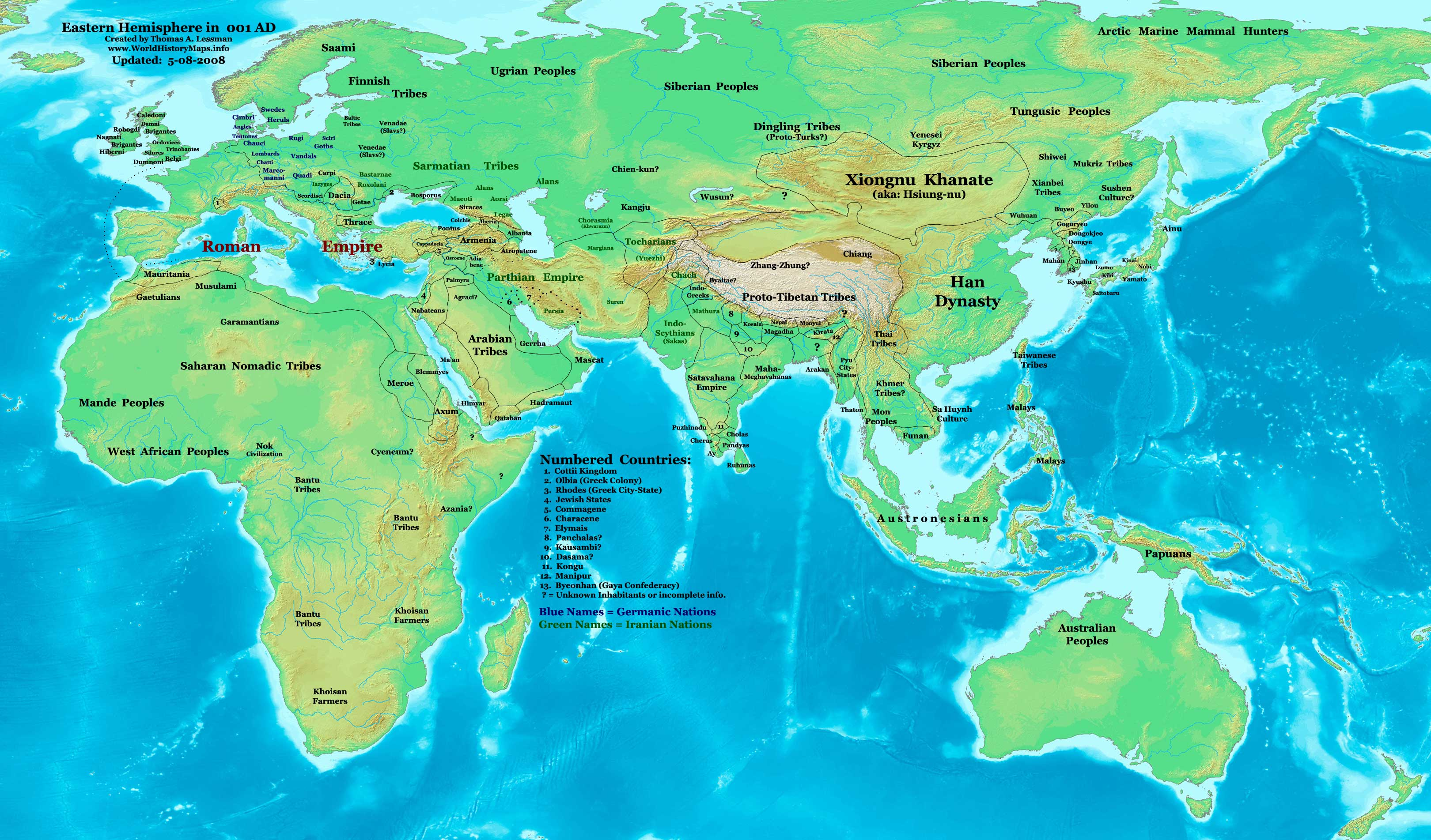
نقشهٔ نیم‌کرهٔ شرقی در سال ۱ میلادی

| جمعیت‌شناسی تاریخی              | جمعیت‌شناسی تاریخی | جمعیت‌شناسی تاریخی |
| ------------------------------ | ----------------- | ----------------- |
| آلتار دومیتیوس آهنوباربوس لوور |                   |                   |
| مقالات                         |                   |                   |
| تاریخ جمعیت‌شناسی               |                   |                   |
| جمعیت‌شناسی تاریخی              |                   |                   |
| برآوردهای جمعیت جهان           |                   |                   |
| فهرست کشورها بر پایهٔ جمعیت     |                   |                   |
| ۵۰۰ پ.م.                       | ۱                 | ۱۰۰۰              |

| کشور/قلمرو                                                               | برآورد جمعیت سال ۱ میلادی | درصد از جمعیت جهان |
| جهان                                                                     | ۲۵۵٫۰۰۰٫۰۰۰               | -                  |
| ------------------------------------------------------------------------ | ------------------------- | ------------------ |
| دودمان هان                                                               | ۵۷٬۶۷۴٬۰۰۰                | ۲۲٫۶۲٪             |
| امپراتوری روم زیربخش‌ها - #مصر - 7,000,000                                | ۵۴٬۰۰۰٬۰۰۰                | ۲۱٫۱۸٪             |
| شاهنشاهی اشکانی زیربخش‌ها - #فلات ایران - ۳۴٫۰۰۰٫۰۰۰ 1. سلوکیه - ۶۰۰۰٫۰۰۰ | ۴۶٫۰۰۰٫۰۰۰                | ٪۱۸                |
| تمدن مایا زیربخش‌ها - #ال میرادور - 200,000                               | ۲۰۰٬۰۰۰                   | ۰٫۰۸٪              |
| شیونگ‌نو                                                                  | ۱۲۶٬۳۰۰                   | ۰٫۰۵٪              |
| باختر زیربخش‌ها - #بلخ - 100,000                                          | ۱۰۰٬۰۰۰                   | ۰٫۰۴٪              |